# 非物理的実体
非物理的実体（ひぶつりてきじったい、英：non‑physical entity）とは存在論および心の哲学において、物理的現実の外側に存在する対象を指す。観念論と二元論の学派はそのような実体が存在すると主張する一方、物理主義はそれを否定する。非物理的実体の存在を措定することは、その固有の本性や物理的実体との関係に関して、さらなる問いを引き起こす。

## 抽象概念
哲学者たちは一般に、抽象的対象の存在を認めている。心は、明らかに物理的な対応物をもたない対象を思い描くことができる。そのような対象には、数、数学的集合や関数、哲学的関係や性質といった概念が含まれる。これらの対象が実際に実体であるのだとすれば、それは時空の内部ではなく、心そのもののうちにのみ存在する実体である。たとえば「赤さ」のような抽象的性質は、時空に現前しない。形而上学と認識論を区別するために、この種の対象を実体と見なす場合には、物理的実体と区別して論理的実体として分類される。非物理的実体の研究は、「想像は実在するのか？」という問いに要約できる。デカルト的二元論者が非物理的な心の存在を主張したのに対し、20〜21世紀の哲学者によって唱えられた、より限定的な二元論（たとえば性質二元論）は、非物理的な性質の存在のみを主張する。

## 心身二元論
二元論とは、二つの側面による世界の分割論である。二元論の学派は非物理的実体の存在を想定し、そのうち最も広く論じられてきたのが心であるが、それ以上の点では難題に突き当たる。ピエール・ガッサンディは、1641年、デカルトの『省察』への応答として、つぎのような問題を率直に突きつけた。
［それ］はいまだ説明されないままである。もしあなたが非身体的で、非延長で、不可分であるのなら、あなたのうちにその結合と見かけの混合［心と身体の……］がいかにして見いだされうるのか。少なくとも、あなたはどのようにして脳、あるいはそのごく微小な部分と結合しうるのか。それ[あなたと脳の結合部]は（すでに述べたように）どれほど小さくとも、なお何らかの大きさや延長を持たねばならないのに。もしあなたがまったく部分を持たないのなら、その微細な細分とどのように混じり合い、あるいは混じり合っているかのように見えうるのか。というのも、混合というものは、混じり合うべき各々のものが互いに混じり合いうる部分をもたないかぎり、成立しないからである。
ガッサンディ（1641年）
ガッサンディへのデカルトの応答、そして1643年に同様の質問をしたエリーザベト王女への応答は、今日では概して不十分なものとみなされている。というのも、それらは心の哲学において相互作用問題として知られる論点に対処していないためである。これは「二元論が措定する非物理的実体は物理的実体といかなる機構によって相互作用するのか。そしていかにしてそれが可能なのか」という問いである。物理的システムとの相互作用には、非物理的実体がもたない物理的性質が必要となる。
二元論が未解決のままにしている非物理的なものに関する他の問いとしては、各人がいくつの心を持ちうるのか（これは物理主義にとっては、ほとんど定義上「一人につき一つの心」と言い切れるため問題にならない）や、心や魂といった非物理的実体は単純なのか複合なのか、もし複合であるなら、その複合を成す「質料」は何なのか、といった問いがある。
クリスティアン・リスト（英語版）は「人はなぜ他の誰かではなく自分として存在するのか」という問いと、一人称的事実の存在が、意識の物理主義的諸理論の反証になると論じる。リストのこの主張は付随性に基づいており、三人称的事実は一人称的事実に付随しえないと主張する。もっともリストは、このことは、純粋に三人称的な形而上学を採る標準的な心身二元論の諸立場もまた反駁する、とも論じている。

## 霊魂
非物理的実体が実際には何であるのか（あるいは何でありうるのか）を哲学的用語で記述するのは困難である。非物理的実体を構成するものの手近な例は幽霊である。ギルバート・ライルはかつて、デカルト的二元論を「機械の中の幽霊（英語版）」を措定する立場だと名づけた。しかし、幽霊のどの点が、それを物理的実体ではなく特に非物理的実体たらしめているのかを、哲学的に厳密に定義することは難しい。もし幽霊の存在が疑いえないかたちで証明されたなら、むしろそれは幽霊を物理的実体の範疇に置くことになる、とも主張されてきた。
心的ではないとされる非物理的実体としては、神々、神格、天使、悪魔、幽霊などが挙げられる。存在についての物理的な実証が欠けているため、それらの実在性と本性は、心の哲学とは独立に広く論争の的となっている。